# Cello (Lalín)
Cello[cita requerida] (oficialmente San Martiño do Cello) es una parroquia española del municipio de Lalín, perteneciente a la provincia de Pontevedra, en la comunidad autónoma de Galicia.

## Historia
Hacia mediados del siglo XIX, el lugar, ya por entonces perteneciente a Lalín, tenía contabilizada una población de sesenta habitantes. Aparece descrito en el sexto volumen del Diccionario geográfico-estadístico-histórico de España y sus posesiones de Ultramar de Pascual Madoz con las siguientes palabras:

CELLO (San Martin de): felig. en la prov. de Pontevedra (10 leg.), part. jud. y ayunt. de Lalin (1), dióc. de Lugo (10): sit. á la ziq. del r. Arnego, con buena ventilacion y clima sano. Tiene unas 14 casas distribuidas en el l. de su nombre, y en los de Cornado y Pazos. La igl. parr., dedicada á San Martin, es aneja de la de Santiago de Cercio; con la cual confina por el N. y O., y al E. con la de Rodis. El terreno participa de monte y llano, y es de buena calidad; brotan en varios puntos del mismo fuentes, cuyas buenas aguas sirven para beber y otros usos. Los caminos son locales y en mediano estado. El correo se recibe en Lalin. prod.: cereales, legumbres, hortaliza, frutas, pastos y leña; sostiene ganado vacuno, de cerda, lanar y cabrio; hay caza de varias especies. pobl.: 14 vec., 60 alm. contr.: con su ayunt. (V.)
(Madoz, 1846, p. 305)

En 2022, tenía empadronados 37 habitantes.